# Монако на Летњим олимпијским играма 2012.
Монако је учествовао на Летњим олимпијским играма 2012. у Лондону. Било је то њихово 19. учешће на Летњим олимпијским играма.
Представљало их је 6 такмичара (једна жена и пет мушкараца) који су наступали у 6 спортова (атлетика, пливање, џудо, веслање, триатлон и једрење). Националну заставу на церемонији свечаног отварања игара 27. јула носила је пливачица Анжелик Транкије. На овим играма моначански спортисти нису освојили медаљу, а најбољи резултат остварио је џудока Јан Сикарди који је у категорији до 60 килограма успео да оствари једну победу и пласира се у осмину финала где је поражен од руског борца.

## Атлетика
Мушкарци
| Брис Ете | 800 метара | Дисквалификован | Дисквалификован | Није се пласирао | Није се пласирао | Није се пласирао | Није се пласирао | Није се пласирао | Није се пласирао |

## Веслање
Монако је на такмичењу учествовао са једном посадом која је добила специјалну позивницу за учешће.
Мушкарци
| Веслач          | Дисциплина | Квалификације | Квалификације | Репасаж  | Репасаж  | Четвртфинале | Четвртфинале | Полуфинале | Полуфинале | Финале  | Финале |
| Веслач          | Дисциплина | Резулат       | Пласман.      | Резулат  | Плас.    | Резулат      | Плас.        | Резулат    | Плас.      | Резулат | Плас.  |
| --------------- | ---------- | ------------- | ------------- | -------- | -------- | ------------ | ------------ | ---------- | ---------- | ------- | ------ |
| Матијас Рејмонд | Скиф       | 6:58,60       | 3. КВ         | Слободни | Слободни | 7:20,16      | 5. ПФ/Д      | 7:38,17    | 3 ЦФ       | 7:36,35 | 18.    |

Легенда: КВ= квалификовали се; ПФ/Д= регата за Ц и Д полуфинале; ЦФ= Ц финале

## Једрење
Монако је имао једну квалификовану једрилицу за дисциплину ласер.
Мушкарци
| Једриличар     | Дисциплина | Плов | Плов | Плов | Плов | Плов | Плов | Плов | Плов | Плов | Плов | Плов | Казнени поени | Коначан пласман |
| Једриличар     | Дисциплина | 1.   | 2.   | 3.   | 4.   | 5.   | 6.   | 7.   | 8.   | 9.   | 10.  | М*   | Казнени поени | Коначан пласман |
| -------------- | ---------- | ---- | ---- | ---- | ---- | ---- | ---- | ---- | ---- | ---- | ---- | ---- | ------------- | --------------- |
| Дамијен Деспра | Ласер      | 44   | 45   | 45   | 39   | 41   | 43   | 42   | 32   | 45   | 25   | БП   | 396           | 45.             |

M = Плов за медаље; БП = Није се пласирао

## Пливање
| Пливачица        | Дисциплина | Квалификације | Квалификације | Полуфинале        | Полуфинале        | Финале            | Финале            |
| Пливачица        | Дисциплина | Рез.          | Плас.         | Рез.              | Плас.             | Рез.              | Плас.             |
| ---------------- | ---------- | ------------- | ------------- | ----------------- | ----------------- | ----------------- | ----------------- |
| Анжелик Транкије | 100м леђно | 1:10,79       | 45.           | Није се пласирала | Није се пласирала | Није се пласирала | Није се пласирала |

## Триатлон
Monaco has been given a wild card.
| Триатлонац | Дисциплина | Пливање (1,5 км) | Прелаз 1 | Бициклизам (40 км) | Прелаз 2 | Трчање (10 км) | Укупно  | Пласман |
| ---------- | ---------- | ---------------- | -------- | ------------------ | -------- | -------------- | ------- | ------- |
| Ерве Банти | Мушкарци   | 18:55            | 0:40     | 58:51              | 0:32     | 33:44          | 1:52:42 | 49.     |

## Џудо
Монако је представљао један џудока који је наступ обезбедио преко специјалне позивнице.
| Џудока      | Дисциплина | 1. коло            | 2. коло                 | 3. коло                    | Четвртфинале       | Полуфинале         | Репасаж 1          | репасаж 2          | Финале             | Финале           |
| Џудока      | Дисциплина | Противник Резултат | Противник Резултат      | Противник Резултат         | Противник Резултат | Противник Резултат | Противник Резултат | Противник Резултат | Противник Резултат | Пласман          |
| ----------- | ---------- | ------------------ | ----------------------- | -------------------------- | ------------------ | ------------------ | ------------------ | ------------------ | ------------------ | ---------------- |
| Јан Сикарди | - до 60 кг | Слободан           | А. Хусруф ПОБ 0101–0012 | А. Галдстјан ИЗГ 0000–0100 | Није се пласирао   | Није се пласирао   | Није се пласирао   | Није се пласирао   | Није се пласирао   | Није се пласирао |